# Tileagd
Tileagd è un comune della Romania di 7 098 abitanti, ubicato nel distretto di Bihor, nella regione storica della Transilvania.
Il comune è formato dall'unione di 6 villaggi: Bălaia, Călătani, Poșoloaca, Tileagd, Tilecuș, Uileacu de Criș.